# Iñigo Idiakez
Iñigo Idiakez Barkaiztegi (San Sebastián, 8 novembre 1973) è un allenatore di calcio ed ex calciatore spagnolo, di ruolo centrocampista.
Centrocampista offensivo, all'occorrenza attaccante.

## Carriera

### Giocatore
Ha giocato nella prima divisione spagnola.

### Nazionale
Ha partecipato agli Europei Under-21 del 1996 ed ai Giochi Olimpici dello stesso anno. Ha inoltre giocato 5 partite con la Selezione di calcio dei Paesi Baschi.